# Astrologie holistique
L'astrologie holistique est une approche globale de l'astrologie tenant compte des différentes dimensions de l'être humain. 
Cette approche de l'astrologie est apparentée à plusieurs auteurs.
L'astrologie humaniste de Dane Rudhyar (1895-1995), fruit d'un travail de synthèse entre astrologie traditionnelle, philosophies orientales, théories de pointe des sciences du XXe siècle et psychologie des profondeurs de Carl Gustav Jung (1875-1961), intègre la philosophie du holisme, exposée pour la première fois par le philosophe et scientifique sud-africain, Jan Smuts (1870-1950). (le mot holisme vient du grec ancien holos signifiant « la totalité, l'entier »). 
D'aucun qualifie ainsi d'holistique, l'astrologie de Dane Rudhyar. Ce terme est d'autant plus pertinent que ce dernier prend en compte dans son approche de l'astrologie les différentes dimensions de l'être humain (biologique, socio-culturelle, individuel, transpersonnel, spirituelle), ainsi que la notion de cycle et de globalité de la destinée humaine. 
L'astrologue humaniste, Alexander Ruperti (1913-1998) disciple de Rudhyar, dans un de ses ouvrages majeurs Les Cycles du devenir, exprime ainsi son approche globale, holistique de l'astrologie : « En astrologie humaniste on étudie les tendances plutôt que les évènements, les phases cycliques plutôt que les aspects bien définis. "L'humanisme" s'adresse à l'ensemble de la destinée plutôt qu'à un problème particulier, considéré hors du contexte de la vie dans sa totalité. »
L'astrologie humaniste de Stephen Arroyo est aussi qualifié d'astrologie holistique.
Le terme holistique est aussi rattaché à la démarche d'interprétation de l'astrologue américain Marc Edmund Jones (1888-1980), qui est sans doute parmi les premiers à avoir approché le thème astral de manière globale, comme un tout. Il est l'inventeur des modèles planétaires qui permettent justement une approche holistique du thème astral.
Enfin, l'astrologue français Pierre Lassalle inspiré par cette approche de la philosophie holiste et la démarche d'interprétation globale a écrit plusieurs ouvrages dans les années 1980 sur cette forme spécifique d'astrologie.